# Ковальчук Галина Іванівна
Гали́на Іва́нівна Ковальчу́к (до шлюбу Кобякова; нар. 29 травня 1953, Київ) — українська вчена у галузі книгознавства, історії книги, книжкового пам'яткознавства. Доктор історичних наук (2005), професор (2006). Директор Інституту книгознавства Національної бібліотеки України імені В. І. Вернадського.

## Біографія
1977 року закінчила філологічний факультет Київського університету. Працювала вчителькою в школі, на наукових посадах у Державному музеї книги і друкарства УРСР. У 1988—1990 роках навчалася в аспірантурі Київського інституту культури (нині Київський національний університет культури і мистецтв), у 1991—1996 роках викладала історію книги та книгознавство на бібліотечному факультеті.
Від грудня 1996 року працює завідувачкою відділу стародруків та рідкісних видань у Національний бібліотеці України імені В. І. Вернадського.
Від лютого 2015 — директор Інституту книгознавства Національної бібліотеки України імені В. І. Вернадського.